# Adelencyrtus orissanus
Adelencyrtus orissanus är en stekelart som beskrevs av Hayat 2003. Adelencyrtus orissanus ingår i släktet Adelencyrtus och familjen sköldlussteklar. Inga underarter finns listade i Catalogue of Life.